# Я ненавижу Гамлета
«Я ненавижу Гамлета» (англ. I Hate Hamlet) — американская комедия, написанная Полом Рудником. Впервые поставлена на Бродвее в 1991 году.
В комедии рассказана история молодого киноактёра Эндрю Ралли, утверждённого на роль Гамлета, которому помогает подготовиться к исполнению роли призрак знаменитого актёра Джона Берримора. Название комедии происходит от фразы, в отчаянии сказанной Эндрю, который боится сложности своей роли.

## Персонажи
- Эндрю Ралли (Andrew Rally) — молодой голливудский актёр, недавно переселившийся в Нью-Йорк и утверждённый на роль Гамлета в театральной постановке
- Джон Берримор (John Barrymore) — покойный актёр, знаменитый своим исполнением шекспировских ролей, прислан на землю с заданием подготовить Эндрю к исполнению роли Гамлета
- Дейрдре Макдави (Deirdre McDavey) — невеста Эндрю
- Лиллиан Трой (Lillian Troy) — пожилая антрепренёрша Эндрю, до сих пор вспоминающая роман, который она некогда имела с Берримором в той самой квартире, где теперь живёт Эндрю
- Фелисия Дантине (Felicia Dantine) — брокер Эндрю, уговорившая его поселиться в бывшей квартире Берримора, безуспешно пытавшаяся вызвать дух Берримора в импровизированном спиритическом сеансе, а во время премьеры Эндрю в роли Гамлета влюбившаяся в Гарри Лефковица
- Гари Питер Лефковиц (Gary Peter Lefkowitz) — практичный голливудский продюсер, впервые сделавший Эндрю знаменитым, а теперь предлагающий ему роль в новом сериале и не понимающий, почему Эндрю упускает такой шанс[1]

## Сюжет
Действия спектакля происходят в Нью-Йорке, в квартире, в которой некогда жил Джон Берримор, — актёр, прославившийся своим исполнением роли Гамлета.
В эту квартиру переселяется молодой телевизионный актёр Эндрю Ралли, который также недавно был утверждён на роль Гамлета в постановке в Сентрал-Парке, но до сих пор сомневается, стоит ли ему играть эту роль.
Невеста Эндрю обожает Шекспира, мечтает, чтобы Эндрю сыграл Гамлета, а сама хочет сыграть Офелию (но её утверждают только на роль подруги Офелии). Лос-анджелесский продюсер Лефковиц, напротив, настаивает, что Эндрю теряет время, и убеждает его за большие деньги сняться в телесериале.
Когда Эндрю уже готов отказаться от роли, ему является призрак Джона Берримора и убеждает Эндрю принять роль. Несколько недель Берримор готовит Эндрю к исполнению роли Гамлета, передавая ему премудрости театрального искусства и свой жизненный опыт.
Премьера Эндрю в роли Гамлета проходит весьма невыразительно. Отзывы критиков негативны. Эндрю и сам недоволен исполнением своей роли. По его собственному мнению, из всей пьесы ему удался только монолог «Быть или не быть». Но за время исполнения этого монолога он почувствовал то, чего не испытывал раньше, играя в сериалах. Поэтому на предложение Лефковица вернуться в Голливуд Эндрю отвечает решительным отказом. Призрак Берримора учит Эндрю последнему навыку, — величественно и комично кланяться зрителям, — и исчезает. После чего Эндрю, а затем и все действующие лица пьесы, кланяются зрителям, пытаясь повторить поклон Берримора
.

## История постановок
Пьеса была впервые опубликована Dramatists Play Service. Впервые поставлена на Бродвее в театре Вальтера Керра. Премьера состоялась 8 апреля 1991 года. Главную роль Эндрю Ралли сыграл Эван Хэндлер.
Николь Уильямсон, игравший роль Джона Бэрримора первой бродвейской постановке, был известен своим тяжёлым характером, и постепенно отстранился от большинства своих коллег по труппе. Это вражда кульминировала в травме Эвана Хэндлера во время сцены боя на мечах. Впоследствии Хэндлер покинул спектакль.
Всего в 1991 году пьеса была показана 88 раз.
После этого неоднократно ставилась другими театрами. В частности, показывалась на Шекспировском фестивале Юты (2002) и Шекспировском фестивале Колорадо (2014).